# Waikiwi

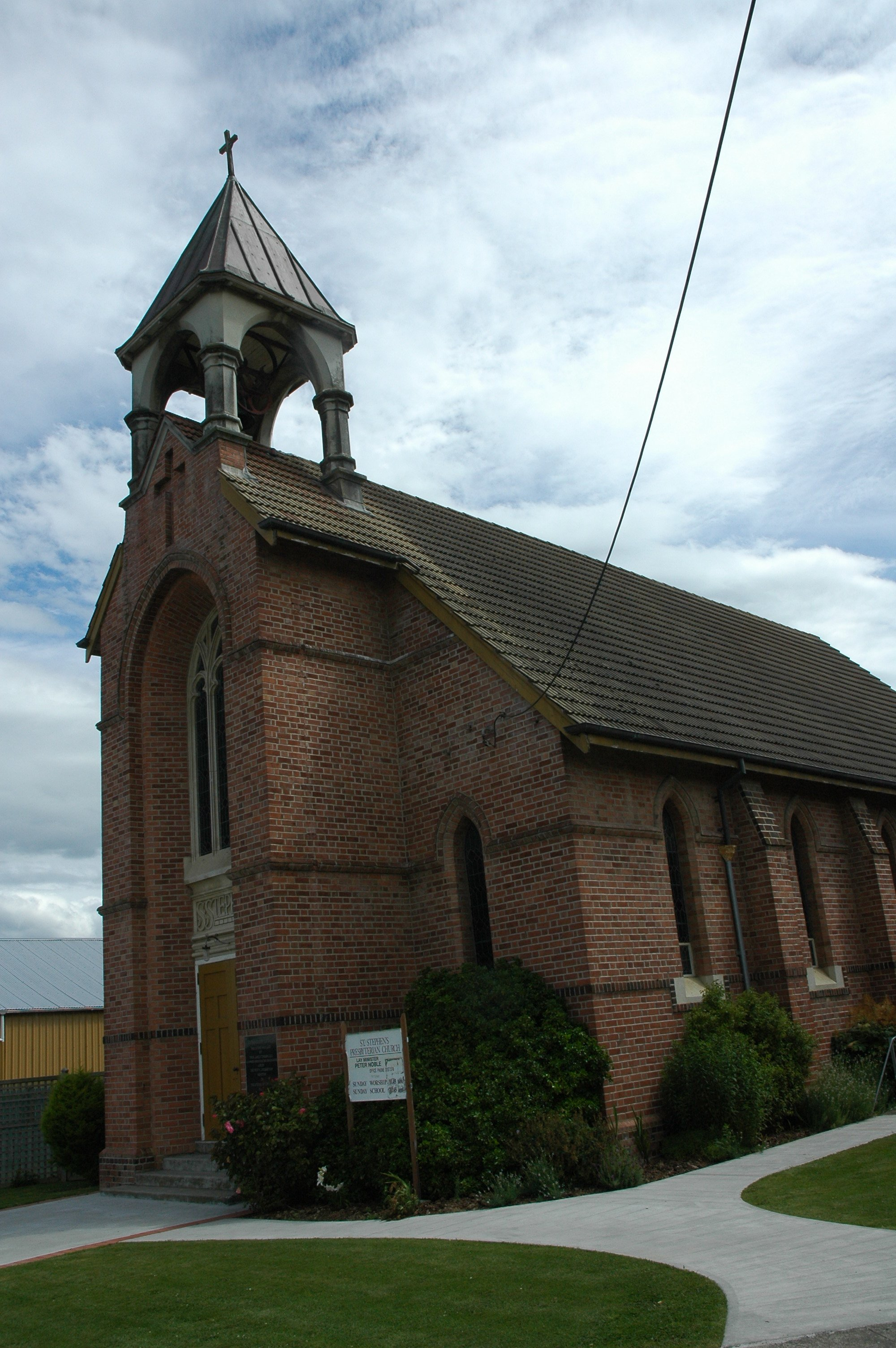
Waikiwi

Waikiwi  est une banlieue de la ville d’Invercargill, dans la région du Southland, située dans l’île du Sud de la Nouvelle-Zélande.

## Situation
La banlieue de Waikiwi siège à l’angle nord de la ville d’Invercargill, qui est la cité la plus au sud de la Nouvelle-Zélande.
Elle est limitée à l’ouest par la ligne de chemin de fer de la ligne Industrielle d’Ohia (en) et au sud par la rivière Waihopai.
Il y a des terrains agricoles au nord et à l’est, bien que la banlieue soit en expansion vers le nord.

## Municipalités limitrophes
Le tiers sud de la banlieue de Waikiwi est divisé entre la localité de Prestons , une zone commerciale / industrielle vers le sud-ouest et «Thomsons Bush», une réserve située au sud-est.

## Éducation
- L’école de la  «Southland Adventist Christian School» est une école mixte assurant tout le primaire de l’année 1 à 8.

Elle est intégrée au système public et a un effectif de 44 élèves avec un taux de decile de 4 .